# BBCフィルハーモニック
BBCフィルハーモニック（BBC Philharmonic）は、マンチェスターを本拠地とする英国放送協会（BBC）傘下のオーケストラであり、イギリスの主要オーケストラの一つ。

## 概要
1922年に、「2ZYオーケストラ」として設立されたものが始まりと言われている（“2ZY”は、当時マンチェスターに開局されたラジオ局のコールサイン）。1926年にノーザン・ワイヤレス管弦楽団（Northern Wireless Orchestra）に改称。1931年3月、BBCがロンドンにBBC交響楽団を設立し、それに伴い地方オーケストラを廃止することを決定した。それにより当団は解散させられ、室内楽用のアンサンブルだけが残された。1933年、BBCは1つのオーケストラでは需要をまかないきれないと判断して、地方オーケストラを設立するよう方針変更をした。そして、マンチェスターにオーケストラが復活した。楽団名は、「BBCノーザン・オーケストラ」（BBC Northern Orchestra）とされた。
1982年から、BBCの方針により楽団員数が増員され、それに伴い演奏回数を増やしていき、活躍の場も演奏会、CDの録音、放送と拡げていった。
1991年、楽団名をBBCフィルハーモニックと改称して、サー・ピーター・マックスウェル・デイヴィスが、最初の常任指揮者 兼 楽団付き作曲家に就任した。
2002年から、ジャナンドレア・ノセダが首席指揮者を務め、2011年、後任としてファンホ・メナが就任した。ノセダは桂冠指揮者となっている。2022年からヨン・ストルゴールズが首席指揮者を務める。

## 歴代首席指揮者等
- 1944-1951年： チャールズ・グローヴズ
- 1952-1957年: ジョン・ホプキンス
- 1958-1968年：ジョージ・ハースト
- 1968-1973年： ブライデン・トムソン
- 1973-1980年： レイモンド・レッパード
- 1980-1991年： エドワード・ダウンズ
- 1992-2002年： ヤン・パスカル・トルトゥリエ
- 2002-2011年： ジャナンドレア・ノセダ
- 2011-2018年： ファンホ・メナ
- 2019-2022年： オメール・メイア・ヴェルバー
- 2022年- ： ヨン・ストルゴールズ[1][2]